# Oasi

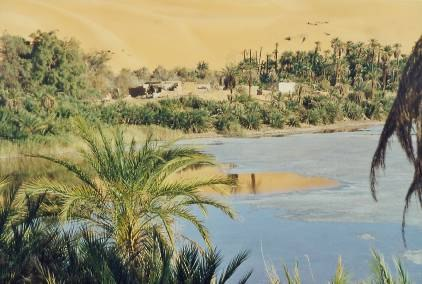
Oasi a Líbia.

Un oasi és una àrea de vegetació isolada en un desert, que normalment circumda una font d'aigua subterrània que pot emergir o no a la superfície. Als Països Catalans l'equivalent és l'hort (de palmeres).

## Etimologia
El vocable oasi en català prové, a través del llatí oasis, del grec ὄασις (óasis), que deriva al seu torn de l'antic egipci wḥ3t o del demòtic wḥỉ, que significava "lloc habitable". Aquest terme, ja registrat a l'Imperi antic, era originalment un topònim que designava una localitat específica, sembla que l'actual oasi de Dakhla, i probablement era un terme provinent de la llengua local, el libicoamazic. En la llengua copta, derivada del demòtic, va esdevenir ouaḥe.

## Descripció
Els oasis es desenvolupen en llocs "afavorits hidrològicament" que tenen atributs com ara un nivell freàtic alt, llacs estacionals o uadis bloquejats. Els oasis es fan quan les fonts d'aigua dolça, com els rius o els aqüífers subterranis, reguen la superfície de manera natural o mitjançant pous artificials. La presència d'aigua a la superfície o al subsol és necessària i la gestió local o regional d'aquest recurs essencial és estratègica, però no suficient per crear aquests àmbits: el treball humà continuat i el saber fer (una cultura tècnica i social) són essencials per mantenir-lo en aquests ecosistemes. Algunes de les possibles contribucions humanes al manteniment d'un oasi inclouen l'excavació i el manteniment de pous, l'excavació i el manteniment de canals i l'eliminació contínua de plantes oportunistes que amenacen d'afartar-se de l'aigua i la fertilitat necessàries per mantenir els subministraments d'aliments humans i animals. Estereotípicament, un oasi té una "piscina central d'aigua oberta envoltada per un anell d'arbusts i arbres que depenen de l'aigua, que al seu torn estan envoltats per una zona de transició perifèrica a les plantes del desert".
Les pluges proporcionen aigua subterrània per mantenir oasis naturals, com el Touat. Els substrats de roca i pedra impermeables poden atrapar l'aigua i retenir-la a les butxaques, o en llargues crestes subterrànies amb falles o dics volcànics, l'aigua pot recollir i filtrar-se a la superfície. Qualsevol incidència d'aigua l'utilitzen llavors les aus migratòries, que també passen llavors amb els seus excrements que creixeran a la vora de l'aigua formant un oasi. També es pot utilitzar per plantar cultius.
Els oasis de l'Orient Mitjà i el nord d'Àfrica cobreixen prop d'1.000.000 hectàrees (10.000 km²), però donen suport a la subsistència d'uns 10 milions d'habitants. La gran proporció d'oasis a terra desèrtica al món significa que l'ecosistema de l'oasi és "relativament minut, rar i preciós".
Hi ha 90 "grans oasis" al desert del Sàhara. Part de la seva fertilitat pot derivar de sistemes de reg anomenats foggaras, khettaras, lkhttarts o una varietat d'altres noms regionals.
En alguns sistemes d'oasis, hi ha "un sistema geomètric de canals elevats que alliberen quantitats controlades d'aigua a parcel·les individuals, empacant el sòl".
Els oasis sovint tenen històries humanes que es mesuren en mil·lennis. Les excavacions arqueològiques a Ein Gedi a la vall de la mar Morta han trobat evidències d'un assentament que data del 6.000 aC. Al-Ahsa a la península aràbiga mostra evidències de residència humana que data del Neolític.
Antropològicament, l'oasi és "una àrea de vida sedentària, que associa la ciutat [medina] o poble ksar amb la seva font d'alimentació circumdant, el palmerar, dins d'un sistema nòmada relacional i circulatori".
La ubicació dels oasis a més de ser important per a la supervivència de les comunitats locals establertes també ha tingut una importància crítica per al comerç i les rutes de transport a les zones desèrtiques; les caravanes han de viatjar per oasis perquè es puguin reposar les provisions d'aigua i aliments. Així, el control polític o militar d'un oasi ha significat en molts casos el control del comerç en una ruta determinada. Per exemple, els oasis d'Awjila, Ghadames i Kufra, situats a l'actual Líbia, han estat en diversos moments vitals per al comerç nord-sud i est-oest al desert del Sàhara. La ubicació dels oasis també informava de la ruta comercial de Darb El Arba'īn des del Sudan fins a Egipte, així com la ruta de les caravanes des del riu Níger fins a Tànger, al Marroc. La Ruta de la Seda "va traçar el seu curs de pou d'aigua a pou d'aigua, confiant en comunitats d'oasis com Turpan a la Xina i Samarcanda a Uzbekistan".
Segons les Nacions Unides, "els oasis es troben al centre del desenvolupament global dels països peri-saharians per la seva ubicació geogràfica i pel fet que són rutes migratòries preferides en temps de fam o inseguretat a la regió".
Els oasis d'Oman, a la península Aràbiga prop del golf Pèrsic, varien una mica de la forma sahariana. Tot i que encara es troben en una zona àrida o semiàrida amb un sobrepis de palmera datilera, aquests oasis solen estar situats a sota dels altiplans i "regats per fonts o per aflatj, sistemes de túnels excavats a terra o tallats a la roca per aprofitar els aqüífers subterranis. ” Aquest sistema de recollida d'aigua de pluja "mai ha desenvolupat un problema greu de salinitat".
A les terres seques del sud-oest d'Amèrica del Nord, hi ha una forma d'hàbitat anomenada Oasis de Palmes (Oasis Scrub Woodland) que té la palmera nativa de Califòrnia com a espècie principal. Aquests oasis de palma es poden trobar a Califòrnia, Arizona, Baixa Califòrnia i Sonora.

## Plantes
Les persones que viuen en un oasi han de gestionar l'ús de la terra i l'aigua amb cura. La planta més important d'un oasi és la palmera datilera (Phoenix dactylifera L.), que forma la capa superior. Aquestes palmeres proporcionen ombra als arbres de sotabosc més petits com els albercoquers, els dàtils, les figues, les oliveres i els presseguers, que formen la capa mitjana. Les hortalisses de l'horta, alguns cereals (com el sorgo, l'ordi, el mill i el blat) o el farratge d'animals, es conreen a la capa inferior on hi ha més humitat. L'oasi s'integra al seu entorn desèrtic gràcies a una associació sovint estreta amb la ramaderia nòmada transhumant (molt sovint es distingeixen clarament les poblacions pastorals i sedentàries). La fertilitat del sòl de l'oasi es restaura mitjançant "aportacions orgàniques cícliques d'origen animal" com ara estiueig animal, adob o altres pràctiques agrícoles específiques. En resum, un oasi amb palmeres és una zona altament antropitzada i de regadiu que suporta una agricultura tradicionalment intensiva.
En resposta a les limitacions ambientals, els tres estrats creen el que s'anomena "efecte oasi". Les tres capes i tots els seus punts d'interacció creen una varietat de combinacions de "velocitat del vent horitzontal, temperatura relativa de l'aire i humitat relativa de l'aire". "Les plantacions creen un microclima favorable als cultius mitjançant un cicle virtuós que inclou la reducció del vent, l'augment de l'ombra i l'evapotranspiració": "Les mesures preses en diferents oasis han demostrat que la possible evapotranspiració de les zones es redueix entre un 30 i un 50 % dins de l'oasi".
Les palmeres datileres clau són "la principal font d'ingressos i aliment bàsic per a les poblacions locals de molts països on es conreen, i han tingut un paper important en l'economia, la societat i el medi ambient d'aquests països". Els reptes per als policultius d'oasis de palmeres datileres inclouen "baixa precipitació, altes temperatures, recursos hídrics sovint alts en contingut de sal i alta incidència de plagues".

## Problemes
Molts oasis històrics han lluitat amb la sequera i el manteniment inadequat.
Segons un informe de les Nacions Unides sobre el futur dels oasis al Sàhara i al Sahel, “Cada vegada més, els oasis estan sotmesos a diverses pressions, molt influenciades pels efectes del canvi climàtic, la disminució dels nivells de les aigües subterrànies i una pèrdua gradual del patrimoni cultural a causa de l'esvaïment de la memòria històrica sobre les tècniques tradicionals de gestió de l'aigua. Aquestes pressions naturals s'agreguen a les pressions demogràfiques i la introducció de tècniques modernes de bombeig d'aigua que poden alterar els esquemes tradicionals de gestió de recursos, especialment als oasis del nord del Sàhara".
Per exemple, cinc oasis històrics al desert occidental d'Egipte (Kharga, Dakhla, Farafra, Baharyia i Siwa) van tenir "aigua corrent i pous", però a causa de la disminució de capçals d'aigua subterrània a causa de l'ús excessiu per a projectes de recuperació de terres, aquestes fonts d'aigua es van secar i els oasis en pateixen.
Segons els informes de l'Organització de les Nacions Unides per a l'Alimentació i l'Agricultura (FAO) del 2023 l'impacte del canvi climàtic i la sobreexplotació dels recursos hídrics han tingut un efecte devastador sobre els hàbitats d'oasi, amb una pèrdua significativa d'aigua i la seva transformació en terres àrides. Al Marroc per exemple durant els darrers 100 anys, ha perdut més d'un 60% dels seus hàbitats d'oasi a causa de factors com la calor, la sequera i l'escassetat d'aigua.
Els oasis de Ferkla, situats al Marroc, són un clar exemple d'aquesta transformació. Abans, aquests oasis depenien principalment de l'aigua que obtenien dels rius Ferkla, Sat i Tangarfa. No obstant això, a causa del canvi climàtic i de les pràctiques de gestió de l'aigua inadequades, aquests rius han experimentat una disminució significativa del cabal d'aigua. Això ha provocat que els oasis de Ferkla es trobin ara majoritàriament secs, amb aigua disponible només durant uns pocs dies a l'any.
Aquesta situació té conseqüències greus per a la biodiversitat i les comunitats que depenen d'aquests oasis per a la seva subsistència. La falta d'aigua afecta negativament les plantes i els animals que habiten aquest entorn, posant en perill moltes espècies i accentuant els problemes de seguretat alimentària per a les comunitats locals.

## Galeria d'oasis
- Oasi no identificat a Àfrica, circa 1930
- Oasi de Bilma, Niger
- Oasi de Santa Gertrudis, Baixa California
- Oasi d'Al-Hassà, a l'Aràbia Saudita, l'oasi més gran del món
- Oasi d'Al Ain als Emirats Àrabs Units
- Taghit a Algeria
- Ein Guedi a Israel
- Mika'el Abiy al nord d'Etiòpia és un oasi gràcies a les aigües ressurgents
- Oasi d'Ubari al sud-oest de Líbia
- Palmera de dàtils a l'oasi de Liwa (Abu Dhabi)
- Llac Crescent al desert de Gobi
- Huacachina al Perú
- Oasi al Desert Namib a Angola
- Palmeres a Figuig, Marroc